# جورجینا بلومبرگ
جورجینا بلومبرگ (انگلیسی: Georgina Bloomberg) نویسنده و سوارکار آمریکایی انگلیسی‌تبار است. وی دختر مایکل بلومبرگ می‌باشد.